# Парк Северного речного вокзала
Парк Северного речного вокзала, Парк Северного Речного вокзала — парк в Левобережном районе Северного административного округа Москвы. Расположен вдоль Ленинградского шоссе у Химкинского водохранилища. В парке находится здание Северного речного вокзала. В основе планировки — три аллеи, идущие параллельно шоссе и одна перпендикулярно. Площадь парка вместе со зданием вокзала составляет около 40 гектаров. На другой стороне Ленинградского шоссе вдоль части территории парка расположен парк Дружбы. Парк Северного речного вокзала является объектом культурного наследия регионального значения.

## История
Территория парка Северного речного вокзала ранее относилась к подмосковному селу Никольскому. Парк был разбит в 1936—1938 годах после открытия канала имени Москвы. Он задумывался как место отдыха пассажиров. Для устройства парка была сооружена искусственная терраса из насыпного грунта. Планировку парка разработал инженер зелёного строительства Т. П. Шафранский. В её основу легла осевая композиция с системой перпендикулярных аллей, что характерно для советского садово-паркового искусства 1930—1940-х годов.
Первоначально в парке было 14 различных скульптурных групп и фонтанов, дизайн которых рифмовался с образом главного здания и был выдержан в характерной эстетике сталинской архитектуры. В настоящее время почти все из них утрачены.
В 1999 году парк Северного речного вокзала был взят под государственную охрану как памятник садово-паркового искусства.
В парке периодически проходят различные массовые мероприятия. Зимой работают два катка: с искусственным и с натуральным льдом. Весной 2015 года появились планы строительства в парке храмового комплекса площадью 3000 м² и рассчитанного на 500 прихожан. Предполагается, что храм разместится на участке 0,77 га.

### Реконструкция
В мае 2017 года на выставке «Арх Москва» был презентован проект реконструкции парка под названием «Парк пяти морей». В 2019 году появилось официальное заявление мэрии Москвы о начале работ по комплексному благоустройству прибрежной территории и парка в рамках программы «Мой район». Общей темой для оформления была выбрана «речная» — цветовая гамма предполагает использование натуральных оттенков (белый, серый, бежевый) и материалов. Главным архитектором проекта реконструкции вокзала стал Константин Беляев. Открытие самого парка, а также здания Северного речного вокзала после реконструкции состоялось в день 873-летия Москвы, 5 сентября 2020 года. Среди сохранившихся от старого парка объектов были чаши фонтанов, установленные симметрично по обе стороны от главной аллеи, а также скульптуры «Водный путь» и «Спорт». После реконструкции фонтаны получили новую облицовку, второй ярус и светодинамическую подсветку, а скульптуры после реставрации вернули свой первоначальный облик.

## Инфраструктура

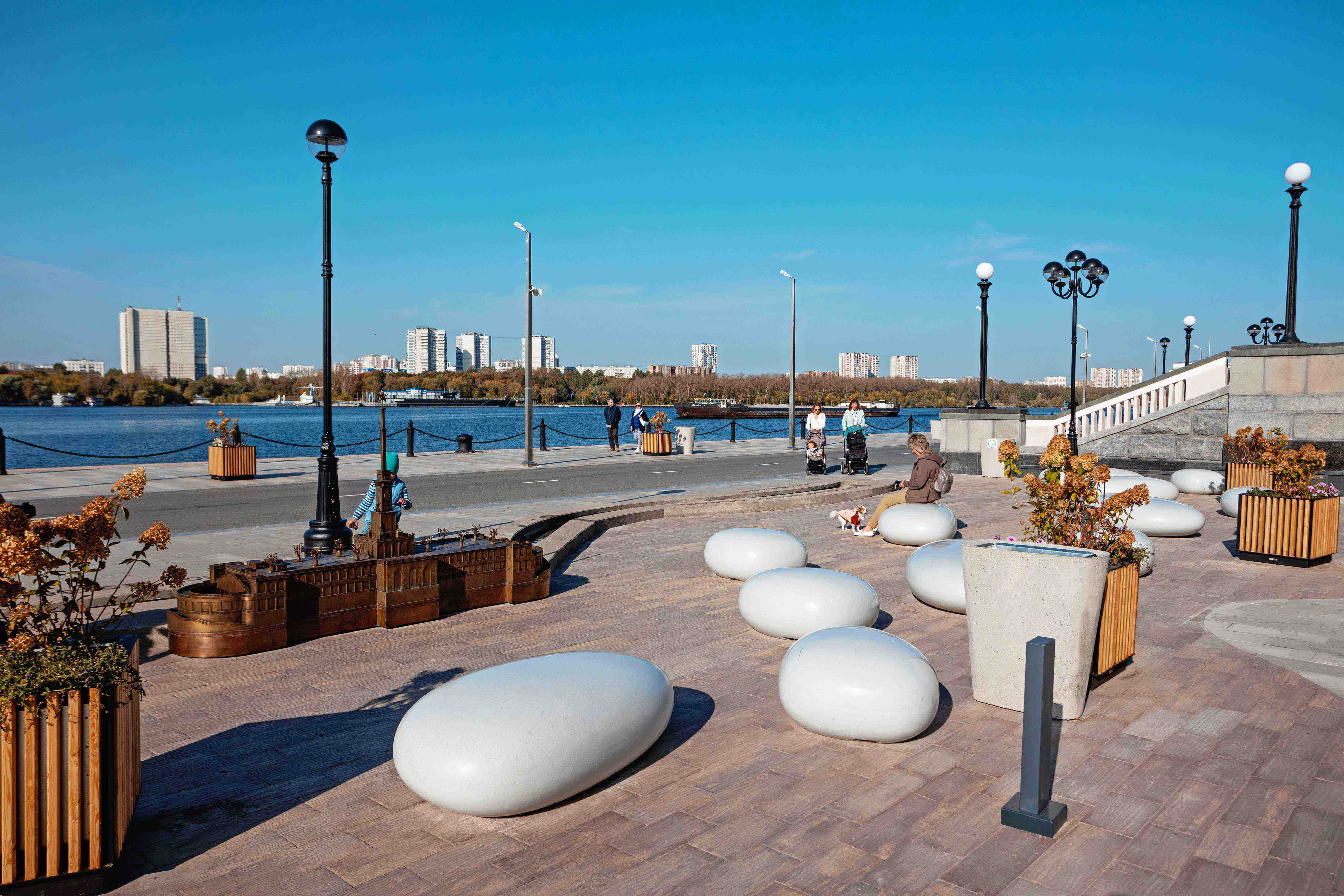
Набережная Северного речного вокзала после реконструкции

Вдоль набережной вокзала длиной более 1,2 километра обустроены зоны отдыха с шезлонгами, скамейками и пуфами в виде камешков дзен-сада, а также кафе и пункты проката велосипедов. Новой достопримечательностью набережной стал ручей, имитирующий канал имени Москвы длиной 400 метров. Он снабжен подсветкой и украшен латунными миниатюрами здания вокзала и восьми шлюзов канала («Дубна», «Темпы», «Яхрома», «Деденево», «Икша-1», «Икша-2», «Тушино-1» и «Тушино-2»). Кроме того, на склоне набережной обустроен амфитеатр со светящимися сидениями, рассчитанный на 100 отдыхающих. У противоположного входа в здание вокзала, со стороны парка, располагается сухой светодинамический фонтан площадью более 110 квадратных метров, установленный на месте бывшей парковки.

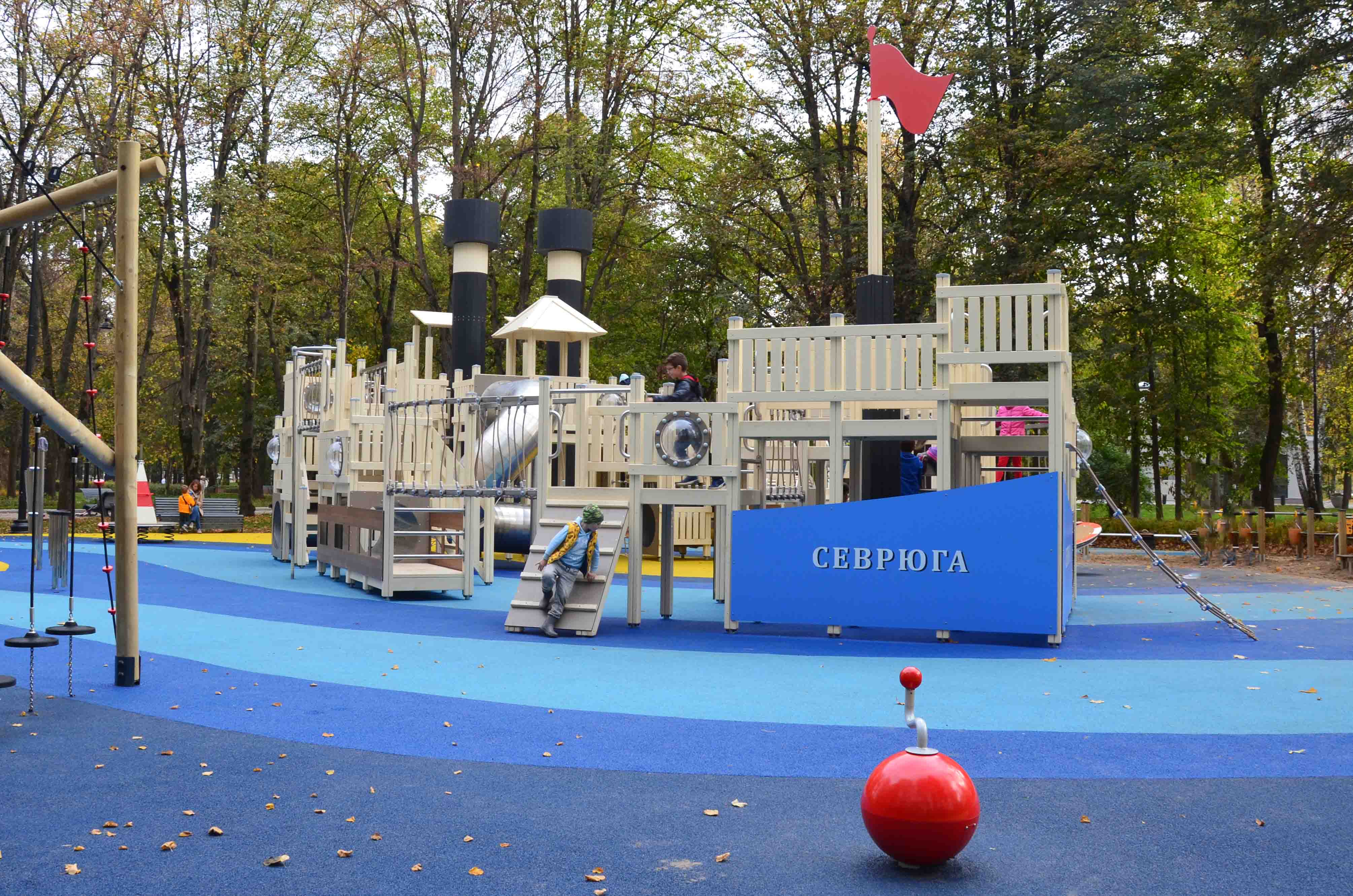
Детская площадка в парке Северного речного вокзала

В парке разместилось 7 детских площадок, самая крупная из которых, площадью более 900 квадратных метров, была вдохновлена фильмом «Волга-Волга» — его снимали как раз на территории Северного речного вокзала в 1938 году, на следующий год после открытия. На площадке установлен игровой комплекс в виде кинопарохода «Севрюга», игровые элементы в виде буя и лодки, а также обустроена песчаная зона. Для активного отдыха в парке есть спортивные площадки — площадка для игры в стритбол, столы для игры в настольный теннис и шахматы, воркауты и каток с раздевалками и трибунами, который летом служит футбольной площадкой. В северной части зоны отдыха находится открытый амфитеатр со сценой и экраном для кинопоказов. По обе стороны от главной аллеи парка обустроены зоны для спокойного отдыха с белоснежными беседками, скамейками, шезлонгами и столиками для пикника.
Летом 2021 года в южной части набережной вокзала открыли пляжную зону с тремя бассейнами с подогревом, шезлонгами, раздевалками и душевыми (располагается уже в Головинском районе).

## Ограда
От Ленинградского шоссе парк отделён фигурной чугунной оградой, выполненной по проекту архитектора И. Д. Мельчакова. Изначально ограда между столбами имела два орнаментальных мотива. Первый состоял из спасательных кругов, шаров и звезды на фоне знамени; второй — из якорей и спасательных кругов. К настоящему времени оригинальная ограда частично утрачена и заменена более новой. Два больших чугунных якоря установлены на гранитных постаментах по бокам центрального входа в парк.

## Скульптуры в парке

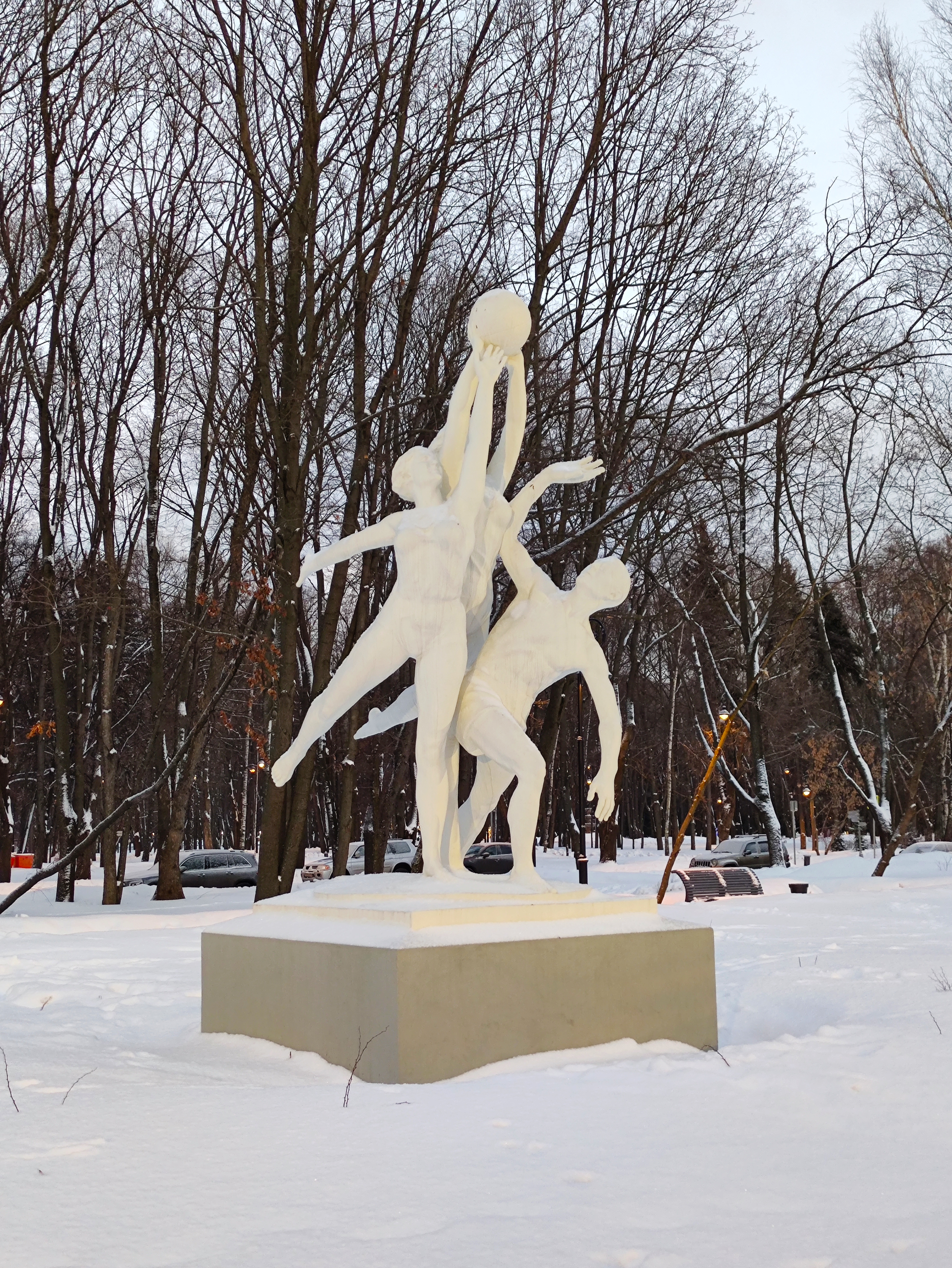
Скульптура «Спорт»

- Скульптура «Спорт»Памятник-бюст академика А. Н. Крылова изготовлен в 1960 году по проекту скульптора Л. Е Кербеля и архитектора Ю. И. Гольцева[15]. Расположен рядом со зданием Северного речного вокзала, развёрнут лицом к набережной. Памятник имеет статус объекта культурного наследия федерального значения[16].
- Скульптура «Водный путь» установлена у входа в парк в начале аллеи, ведущей к речному вокзалу. Изготовлена в 1937 году по проекту скульптора Ю.А. Кун. Представляет собой копию скульптуры, установленной на мысу верхнего бьефа шлюза № 5[3]. Фигура девушки легко ступает навстречу посетителю парка[17]. Над головой она держит модель парусника на волнах . символический образ канала имени Москвы
- Скульптура «Спорт»[4] установлена к северу от здания речного вокзала. Это одна из сохранившихся парковых скульптур сталинского времени. Изображает юношу и двух девушек, играющих в баскетбол.